# Tabanus hoang
Tabanus hoang är en tvåvingeart som beskrevs av Macquart 1855. Tabanus hoang ingår i släktet Tabanus och familjen bromsar. Inga underarter finns listade i Catalogue of Life.